# Japan Pro Golf Tour 64
Japan Pro Golf Tour 64 (日本プロゴルフツアー64 Nihon Puro Gorufu Tsuā 64 Rokuyon?) es un videojuego de deportes de 2000 desarrollado por SETA Corporation y publicado por Media Factory para el 64DD, un periférico de disco magnético para la Nintendo 64.

## Jugabilidad
Japan Pro Golf Tour 64 es un videojuego de simulación de golf de 18 hoyos. También ofrece la posibilidad de personalizar el personaje del jugador.

## Desarrollo y lanzamiento
El lanzamiento tardío de Japan Pro Golf Tour 64 ha convertido al juego en un preciado objeto de colección. Es el juego más raro y más buscado de la serie 64DD. Las copias originales suelen alcanzar precios elevados en varios sitios de subastas en línea y tiendas de juegos usados, llegando incluso a superar los 7000$.

## Recepción y legado
Japan Pro Golf Tour 64 recibió críticas favorables. Un crítico de la revista española Magazine 64 lo describió como "un hermoso juego de golf", haciendo comentarios sobre su mecánica de creación de personajes y el uso de jugadores de golf del mundo real. Peer Schneider de IGN afirmó que su realismo lo diferenciaba de juegos más de estilo arcade como Mario Golf y lo convertía en un gran juego de golf para Nintendo 64. Scheider expresó su confusión y decepción con Media Factory por elegir hacer el juego para 64DD, una plataforma que ya no se fabrica, en lugar de un cartucho estándar de Nintendo 64; escribió que la compañía no debería haberse "engañado para hacer este título". Cuatro críticos de Famitsu se mostraron entusiasmados con sus controles realistas, el modo de torneo en red y la inclusión de campos japoneses reales. Aunque los críticos criticaron su falta de modos de juego, en general lo encontraron un juego entretenido.